# نورالدين بحبوح
نورالدين بحبوح سياسي جزائري مواليد 24 يناير 1949 في رأس الواد وتوفي فيها يوم 6 أغسطس 2021. وهو رئيس حزب اتحاد القوى الديمقراطية والاجتماعية ووزير الفلاحة الجزائري سابقا.

## مسيرته
تخرج في الهيدروليكا وبعد أن درس في روسيا، عمل في الوزارة التي تحمل الاسم نفسه قبل أن يصبح وزيراً للفلاحة لمدة ثلاث سنوات بين 1994 و1997. انضم إلى التجمع الوطني الديمقراطي الذي كان قد تم إنشاؤها وانتخب نائبا عن دائرة برج بوعريريج، عام 1997 - عام 2002. استقال من التجمع الوطني الديمقراطي عام 1999 ليصبح مدير الحملة الانتخابية للمرشح مقداد سيفي في انتخابات 2009 الرئاسية. في عام 2012، أنشأ حزبه الخاص، اتحاد القوى الديمقراطية والاجتماعية، وصار رئيسا له.

## حياته العملية
- عام 1994 - عام 1995، وزيرا للفلاحة.
- عام 1995 - عام 1997، وزير الزراعة والثروة السمكية.
- عام 1997 - عام 2002، عضو في المجلس الشعبي الوطني ( RND ).
- عام 2012 - عام 2021 رئيس حزب القوى الديمقراطية والاجتماعية.